# Игнатьев, Иван Александрович
Ива́н Алекса́ндрович Игна́тьев (род. 6 января 1999, Ачинск, Красноярский край) — российский футболист, нападающий алжирского клуба «Кабилия».

## Ранние годы
Вырос в бедной семье. Отец умер, когда Ивану было шесть лет. Мальчик жил с мамой и сестрой в бараке. Позже мать повторно вышла замуж, но с отчимом Иван не нашёл общего языка.
В марте 2021 года Игнатьев потерял мать, которая умерла от тромбоза. В память о ней он сделал татуировку.
Начал заниматься футболом в родном Ачинске, первый тренер — Владимир Николаевич Тетерин. В детстве играл в баскетбол, теннис и хоккей, занимался плаванием.
В 2012 году на турнире в Омске его заметили селекционеры «Краснодара». После переговоров Игнатьев согласился на переезд из Ачинска. При этом у него было предложение от ЦСКА, однако он всё же выбрал систему «Краснодара».

## Клубная карьера
В молодёжном первенстве 2015/16 в 19 матчах забил 4 мяча. В 2016 году провёл три матча в первенстве ПФЛ за «Краснодар-2», во всех выходил на замену во втором тайме. В молодёжном первенстве 2016/17 стал лучшим бомбардиром — 21 гол в 23 матчах, в гостевом матче 30-го тура с «Томью» (7:0) забил 4 мяча. Перед этим забил четыре гола в товарищеской игре молодёжных сборных России и Чехии (4:1). Во втором туре молодёжного первенства 2017/18 оформил покер в домашней игре с «Тосно» (4:1), а в третьем туре — хет-трик в гостевой игре со «Спартаком» (5:0).

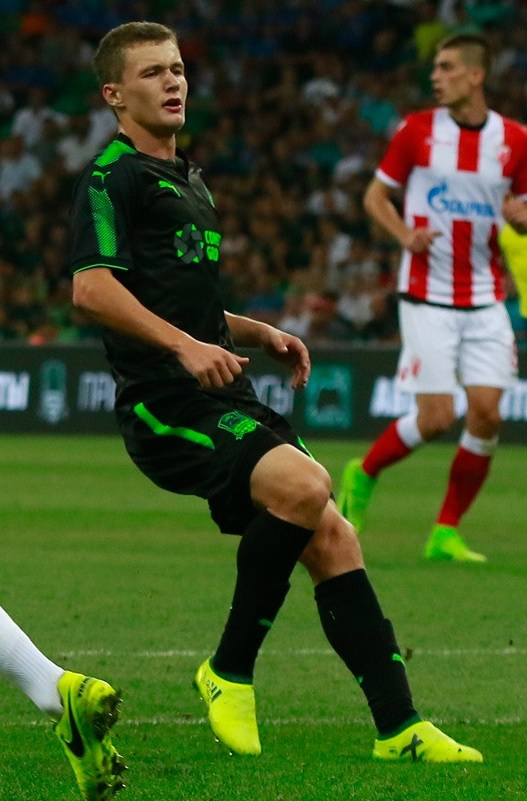
В составе «Краснодара» в 2017 году

В Юношеской лиге УЕФА 2017/18 (Domestic Champions Path) забил пять мячей в ворота «Кайрата» (9:0) и четыре — в ворота «Гонведа» (8:0). С 10 голами стал лучшим бомбардиром турнира.
В составе «Краснодара» дебютировал 27 июля 2017 года в матче третьего квалификационного раунда Лиги Европы 2017/18 против датского «Люнгбю» (2:1), выйдя в стартовом составе. В чемпионате России дебютировал 10 августа в гостевом матче с «Ахматом» и на 90+2 минуте принёс команде победу 3:2. 17 августа забил первый гол в Лиге Европы в домашнем матче против «Црвены звезды» (3:2).
28 декабря 2019 года перешёл в «Рубин», подписав контракт до 30 мая 2024 года. 2 февраля 2022 года был арендован «Крыльями Советов» до конца сезона 2021/22. 27 июня 2022 года Игнатьев и «Рубин» расторгли контракт по обоюдному согласию сторон.
21 июля 2022 года перешёл в московский «Локомотив», заключив контракт на один год. 28 августа 2022 года в домашнем матче с «Оренбургом» (5:1) сделал хет-трик за 19 минут матча. Это были его первые голы за московский клуб. 3 декабря 2022 года сыграл в матче звёзд Кубка России и забил первый мяч. 21 июня 2023 года расторг контракт с «Локомотивом» по обоюдному согласию. В составе клуба Игнатьев провёл 27 матчей, забив 5 мячей.
22 июня 2023 года на правах свободного агента заключил контракт с клубом «Сочи». В январе 2024 года контракт был расторгнут по обоюдному согласию сторон.
30 января 2024 года заключил контракт с сербским клубом «Железничар Панчево». 30 апреля президент клуба объявил о расторжении контракта.
29 июня 2024 года армянский клуб «Урарту» объявил о заключении контракта с Игнатьевым.
В феврале 2025 перешёл в алжирскую «Кабилию».

## Карьера в сборной
Дебютировал в юношеской сборной (1999 г. р.) в товарищеских матчах с Кипром 18 и 20 марта 2014 года (1:1 и 1:4); во втором матче забил гол. В составе сборной до 16 лет провёл три матча в августе 2014 и три — в июне 2015; забил два гола в ворота Хорватии (1:5) и Сербии (2:3). За сборную до 17 лет дебютировал в августе 2015, в матче со сборной Черногории (5:0) забил два гола. В марте 2016 провёл три матча в элитном раунде отборочного турнира чемпионата Европы 2016 (до 17 лет).
В составе сборной до 18 лет провёл в 2016—2017 годах 13 матчей, забил 13 голов. За сборную до 19 лет дебютировал 5 сентября 2017 года — в товарищеском матче против Италии (2:1) забил гол. 8 ноября в игре отборочного турнира чемпионата Европы 2018 (до 19 лет) с Гибралтаром (6:0) забил три гола.
В молодёжной сборной дебютировал 31 августа 2017 в матче отборочного турнира чемпионата Европы 2019 против Армении (до 21 года) (0:0).

## Достижения
- Лучший бомбардир Юношеской лиги УЕФА 2017/18: 10 голов

## Статистика выступлений

### Клубная
| Выступление          | Выступление      | Выступление      | Лига | Лига | Кубок | Кубок | Еврокубки | Еврокубки | Итого | Итого |
| Клуб                 | Лига             | Сезон            | Игры | Голы | Игры  | Голы  | Игры      | Голы      | Игры  | Голы  |
| -------------------- | ---------------- | ---------------- | ---- | ---- | ----- | ----- | --------- | --------- | ----- | ----- |
| → Краснодар-2        | ПФЛ              | 2015/16          | 2    | 0    | —     | —     | —         | —         | 2     | 0     |
| → Краснодар-2        | ПФЛ              | 2016/17          | 1    | 0    | —     | —     | —         | —         | 1     | 0     |
| → Краснодар-2        | ПФЛ              | 2017/18          | 1    | 0    | —     | —     | —         | —         | 1     | 0     |
| → Краснодар-2        | ФНЛ              | 2018/19          | 7    | 1    | —     | —     | —         | —         | 7     | 1     |
| → Краснодар-2        | ФНЛ              | 2019/20          | 1    | 0    | —     | —     | —         | —         | 1     | 0     |
| → Краснодар-2        | Итого            | Итого            | 12   | 1    | —     | —     | —         | —         | 12    | 1     |
| Краснодар            | Премьер-лига     | 2017/18          | 4    | 2    | 0     | 0     | 2         | 1         | 6     | 3     |
| Краснодар            | Премьер-лига     | 2018/19          | 20   | 7    | 3     | 2     | 6         | 0         | 29    | 9     |
| Краснодар            | Премьер-лига     | 2019/20          | 13   | 4    | 0     | 0     | 6         | 1         | 19    | 5     |
| Краснодар            | Итого            | Итого            | 37   | 13   | 3     | 2     | 14        | 2         | 54    | 17    |
| Рубин                | Премьер-лига     | 2019/20          | 11   | 1    | 0     | 0     | —         | —         | 11    | 1     |
| Рубин                | Премьер-лига     | 2020/21          | 17   | 2    | 2     | 0     | —         | —         | 19    | 2     |
| Рубин                | Премьер-лига     | 2021/22          | 9    | 0    | 0     | 0     | 1         | 0         | 10    | 0     |
| Рубин                | Итого            | Итого            | 37   | 3    | 2     | 0     | 1         | 0         | 40    | 3     |
| → Крылья Советов     | Премьер-лига     | 2021/22          | 5    | 1    | 0     | 0     | —         | —         | 5     | 1     |
| → Крылья Советов     | Итого            | Итого            | 5    | 1    | 0     | 0     | —         | —         | 5     | 1     |
| Локомотив (Москва)   | Премьер-лига     | 2022/23          | 20   | 5    | 7     | 0     | —         | —         | 27    | 5     |
| Локомотив (Москва)   | Итого            | Итого            | 20   | 5    | 7     | 0     | —         | —         | 27    | 5     |
| Сочи                 | Премьер-лига     | 2023/24          | 12   | 2    | 6     | 0     | —         | —         | 18    | 2     |
| Сочи                 | Итого            | Итого            | 12   | 2    | 6     | 0     | —         | —         | 18    | 2     |
| Железничар (Панчево) | Суперлига        | 2023/24          | 7    | 0    | 0     | 0     | —         | —         | 7     | 0     |
| Железничар (Панчево) | Итого            | Итого            | 7    | 0    | 0     | 0     | —         | —         | 7     | 0     |
| Всего за карьеру     | Всего за карьеру | Всего за карьеру | 130  | 25   | 18    | 2     | 15        | 2         | 163   | 29    |

### Сборная
Молодёжная сборная России
| № | Дата             | Оппонент | Счёт | Голы | Пасы | Карточки | Минуты     | Соревнование              |
| - | ---------------- | -------- | ---- | ---- | ---- | -------- | ---------- | ------------------------- |
| 1 | 31 августа 2017  | Армения  | 0:0  | —    | —    | —        | 29' ( 61') | Отбор МЧЕ-2019 (группа 7) |
| 2 | 22 марта 2019    | Швеция   | 2:0  | 18′  | 1    | —        | 75'( 75')  | Товарищеский матч         |
| 3 | 25 марта 2019    | Норвегия | 5:1  | —    | 2    | —        | 60'( 60')  | Товарищеский матч         |
| 4 | 5 июня 2019      | Чехия    | 0:1  | —    | —    | —        | 90'        | Товарищеский матч         |
| 5 | 6 сентября 2019  | Сербия   | 1:0  | —    | —    | —        | 10'( 80')  | Отбор МЧЕ-2021 (группа 5) |
| 6 | 10 сентября 2020 | Болгария | 0:0  | —    | —    | 87'      | 23'( 64')  | Отбор МЧЕ-2021 (группа 5) |
| 7 | 19 ноября 2019   | Сербия   | 2:0  | —    | —    | —        | 18'( 72')  | Отбор МЧЕ-2021 (группа 5) |
| 8 | 4 сентября 2020  | Болгария | 2:0  | —    | —    | —        | 62'( 62')  | Отбор МЧЕ-2021 (группа 5) |
| 9 | 8 сентября 2020  | Польша   | 0:1  | —    | —    | —        | 90'        | Отбор МЧЕ-2021 (группа 5) |

Итого: сыграно матчей: 9 / забито голов: 1; победы: 5, ничьи: 2, поражения: 2.